# Rocles (Lozère)
Rocles è un comune francese di 212 abitanti situato nel dipartimento della Lozère nella regione dell'Occitania.

## Società

### Evoluzione demografica
Abitanti censiti